# 中尾隆聖
中尾 隆聖（なかお りゅうせい、1951年〈昭和26年〉2月5日 - ）は、日本の声優、俳優、歌手、演出家、教育者。東京都中央区日本橋出身。81プロデュース所属。
かつては本名である竹尾 智晴（たけお ともはる）のほか南谷 智晴（みなみや ともはる）、中尾 竜生（なかお りゅうせい）の芸名で活動した。

## 略歴
幼少期から家庭の都合で祖父母に育てられる。祖母が「芸能界に向いているんじゃないか」と言われ、祖父母の勧めで、3歳のころに児童劇団「劇団ひまわり」に入団。5歳でラジオドラマ『フクちゃん』のキヨちゃん役でデビュー。幼稚園時代は本が読めず、一緒に行っていた祖父が台詞を耳元で囁き、それをそのまま言うだけという微笑ましい収録風景であったという。
その後、プレイヤーズ・センターを経て、1957年より東京俳優生活協同組合に所属。同期には、池田秀一、小柳徹、太田博之、志垣太郎などがいる。中学生で祖父母が経営していたアパートで一人暮らしを始める。
小学5年生の時に、ラジオからテレビに移行後、青春ドラマやホームドラマに多く出演していた。大体がのほほんとした雰囲気であったことから役者というのを特別意識していなかったと語るが、嫌いではなかった。当時の劇団は、しっかりしたことを教えてくれるわけでもなかったという。中学生ぐらいから「役者で食っていこう」と思った。ラジオドラマから入り、テレビの仕事が入って来て、声と顔出しの仕事が半々になり、その後だんだんと声の仕事が多くなってきたという感じであったという。中学時代から自活していたことから、「自分はこれだ」と思ったことを自由に行っていた。
学生時代は好きな役者はいなかったが、いい意味で「個性的であればいいな」とただ漠然と思っていた。舞台、映画、声優、CMなど、すべて役者の仕事の一つだと思っていたことから、「とにかく役者と呼ばれるようになりたい」と思っていたという。
幼い頃から子役の仕事で得てきたお金を祖父母に預けて貯金していたが、高校進学時に「このお金で大学に行くのもいいし、好きなことに使ってもいい」と貯金通帳を手渡され、その貯金を元手に店を経営して生計を立て、並行して好きな芝居を続けることを考えていた。「役者をやりたい」といっても「食うのは大変だ」と思っていたことから、高校卒業後はスナックをしたかったという。しかし店を始める資金が足らず、役者の仕事のかたわらバーテンダー、弾き語りのアルバイトを始める。そのため学校ではほとんど寝ていたが、当時はそういったことも許されており、「良き時代だったのかな」と語る。北区立滝野川第七小学校（現：北区立田端小学校）、早稲田実業学校を卒業後、アルバイトで知り合った人物から「いい物件があるんだけど、店をやってみない？」と声をかけられ、「手持ちがあまりない」と言っていたところ「足りない分はなんとかしてあげるよ」とお金を借り、新宿二丁目でスナックを5年間で借金を返し、さらに2年で閉店するまで経営をしながら、役者の仕事を続けた。
25歳で結婚し、2つ3つ掛け持ちでもすれば家族を養えると思い、仕事と並行してアルバイトの弾き語りをしていた。役者の仕事は中尾にとって夢であり、役者自体で生活費を稼ごうとは考えていなかった。
ある日、妻から「いつまでも弾き語りなんてできないし、アルバイトを辞めれば」と言われ、「アルバイトを辞めたら生活していけない」と答えていたが、妻は「貧乏だっていいじゃない」と言ってもらい、弾き語りの仕事は辞めて、住んでいた場所もマンションから六畳一間に引越す。しかしその頃には店も閉店し、「自分の生き方は間違ってたかな」と思い始めていた。同時期に現・81プロデュースの社長の南沢道義に声を掛けられたものの、「声優の事務所？芝居やりたいから」と断っていた。何回か南沢と会っていくうちに、子供の頃から役者をしていたが、「事務所に誘われたのって初めてだな」と思い、南沢からは「いろいろやりたいことはあるかもしれないが、まずは、食っていこうよ」という一言が2015年時点でも忘れず、その時に抱えていた悩みなどもすべて話し、南沢を信頼して、拾ってもらおうと思ったという。その選択が2015年時点でも「役者の仕事が続けていられるのだ」と思っているという。その後は役者の仕事に対する意識が変わり、仕事が増えていき、役者だけで食べていけるようになった。
声優業としては、吹き替えは『わが家はいっぱい』、テレビアニメでは1965年の『宇宙パトロールホッパ』の主人公・ジュン役がデビュー作となる。その時は声優という意識はなく、声を出すので精一杯で、役作りも全くなく、地のままという感じであった。1984年時点でも声優業については「役者の仕事の一つだ」と思い、「アニメの声をやってるんだな」という意識はあまりないという。1970年代半ばまでは、声優業と並行してレギュラーとして出演していた『太陽の恋人』などの数々のテレビドラマに出演しており、フリー、ぷろだくしょんバオバブを経て81プロデュースに所属するまでは自身を「声優」と呼ばれることに反発していたという。
当初は本名で活動していたが、妻の勧めで姓名判断で芸名を「中尾隆聖」に改名。
1992年に関俊彦と旗揚げしたドラマティック・カンパニーでの舞台に多数出演。また同公演での演出も多数担当し、ミュージカルを中心とした舞台活動を行なっている。当初は劇団を結成するつもりもなかったが、公演を重ねるにつれ、手伝いに来ていた人物や出演者が固まってきたことが劇団の旗揚げになったという。2015年時点では声の仕事が中心だが、「役者でいる限りは並行して舞台にも出演していきたい」と語っていたが、同劇団は中尾の高齢を理由にメンバーとも相談した結果、2022年をもって解散した。その他にもラジオ番組のパーソナリティのほかレコードも数多くリリース。

### 受賞歴
- 2014年 - 第8回声優アワード・特別賞[31]
- 2016年 - 第25回日本映画批評家大賞・アニメ部門最優秀声優賞（『ドラゴンボールZ 復活の「F」』）[32]
- 2017年 - 第11回声優アワード・富山敬賞[33]
- 2017年1月9日、テレビ朝日にて放映された『人気声優200人が本気で選んだ!声優総選挙!3時間SP』で第8位に選ばれる[34]。

## 人物

### 特色
シャープで甲高い独特の声質の持ち主で、「一度聞けばその声は忘れられない」と評される。様々な作品で悪役を演じており、ラスボスというと声をかけてくれるようにもなったという。その一方でマスコットキャラクターを演じる機会も多くあり、演技力の幅は広い。また、中尾自身は自分にとっての役作りになる、欠点の多い人間を演じるのが好きであると話している。
中尾の代表作である『それいけ!アンパンマン』のばいきんまんや『ドラゴンボールシリーズ』のフリーザは二つとも印象的な悪役で、中尾自身は「そのキャラに出会えたのは嬉しいこと」としつつ、仕事を受けた際には「ただ全力でやっていくだけだ」との気持ちであるという。偶々自分のキャラクターになっていくというだけで、基本的に「声を作る」というのはあまり好きではなかった。後輩たちには、「声は作らないほうがいいよ」と言っているという。「役の性根をつかんで、そこから自然と出てくる声がいい」というのが一番理想で、声を作ったことで何かをした気になり、そこで止まってしまうような形は少し嫌だという。
演じる時に気をつけているのは、キャラクターがどんな呼吸をするかということである。洋画の吹き替えでは、ブレス合わせで画面の中の役者が息を吐いている時に息を吸っていたところ、いつまでも演技が合わず、画面の役者を見て息を合わせ、呼吸がはまると、演技が生きてくるという。アニメ作品ではブレス合わせが難しいが、どんなキャラクターでも呼吸をしており、ゆっくり大きく息をする人物と、その逆で早く細かく息をする人物では、喋り方も変わってくるため、それもキャラ作りのひとつという。キャラクターの見た目から、知っているものにイメージを置き換え、呼吸や喋り方を想像するということも実践しているという。洋画の場合は画面で人物が動いているため、走っている息、動く息、止まるブレスなどの息はわかりやすいという。半面、アニメに関しては苦手意識があり、少し難しいと語る。アニメのデフォルメの感じが上手くできず「俺は絶対アニメは無理だ」と感じるなど、アニメの息を見るのは中々大変であった。神谷明はそれを自分の息で作っており、中尾は「無いところから作れなかった」というタイプであったことから、「ああ、そうか。全然ないところから作ってくんだ」というのがわかってからは、神谷を見習っていたという。
洋画で好きな役はゲイリー・オールドマンを挙げている。

### エピソード
趣味は乗馬、スキー、スケート、ダイビング、ギター、作曲。
役者仲間からは本名を元にした「トモちゃん」の愛称で呼ばれている。
中学時代はバスケット部、高校時代はアイスホッケー部に所属していた。本来はプロテクターがカッコいいアメリカンフットボールをしたかったが、クラブがなく、「同じようなプロテクターをつけられる」というためアイスホッケーをしていたという。
1980年代初期に神谷明、内田直哉、福沢良一（福沢良）らとユニット「フォーインワン」を組んでいた。歌うことが好きで、学生時代はベンチャーズの全盛で、学校でもエレキ合戦を学園祭でしていた。大口広司なども同級生であった。エレキバンドが盛んであったことからバンドに所属しており、当初はボーカルであったが、メンバーが足りずギターを覚えたという。
これまで何枚もレコードを出していたが、店を開いている頃に、「歌手でレコードを出したい」という仲間が多数いたことから、30代の頃はレコードを出すことに抵抗感もあった。しかも皆歌がうまく尾崎紀世彦も売れる前に店に来て歌い、「こいつうまいなあ。こんなにうまい奴がいるのか」と驚いていた。そんな中で、役者の自分がレコードを出すというのに抵抗があった。
周囲には「レコードを出している」と言わなかったが、通っていた六本木「ALFIE」の店長で日野皓正の弟でジャズドラマーの日野元彦にバレてしまった。店で「お前レコード出してたんだな」と言われて、「すいません」と謝っていたところ「謝ることないよ。一度、俺のバンドとやろうぜ」と誘ってくれたり、一緒に歌わせてもらったこともあり、少し気持ちが楽になったという。
子役時代を経て、声優としての仕事が安定するようになるまでの間、中尾は俳優として鳴かず飛ばずの時期が長く続き、マスコミの仕事の激減をはじめ、精神的にかなり堪えた時期が続いたという。その間、舞台出演が多くなり、野沢那智の劇団などへの客演の機会を数多く経験し、役者としての自信を取り戻していったという。「声優として今も仕事を続けていられるのは野沢さんのおかげ」と中尾は回想している。
神谷明とは、テレビアニメ『ゼロテスター』で、初めてレギュラーで一緒に仕事をすることになり、主要人物のキャストの麻上洋子とも仲が良かった。他の番組ではそれほどキャストが仲良くなることは無かったが、当時の3人は仲良くなり、最後は一緒に芝居をするようになった。東京都港区赤坂で50人ぐらいの小劇場で芝居をしており、中尾、神谷、麻上、潘恵子の4人で2人芝居を2本していた。その後、三越劇場の支配人が見に来た際に「大阪でやらないか?」と声をかけてくれたが、「神谷のスケジュールが忙しいから」と断った。しかし「いやいや、1日だけでもいいから来てくれ」と懇願され、大阪府まで公演をしに行った。その時は1日4回公演で、朝9時、12時、午後の3時、6時であった。神谷曰く、これらの活動が声優が舞台をやり始めた最初であったという。これをきっかけに中尾は本格的に演劇活動をするようになり、ドラマティック・カンパニーを旗揚げしたという。また中尾は当時の神谷について、様々なアニメの主役を片っ端から演じ、自身で色々なことを発信したりするパワフルな行動が、「他の人物を巻き込み良い方向に掴んでいってくれた」と評している。

### ばいきんまん役
日本テレビ系アニメ『それいけ!アンパンマン』でのばいきんまんが喜びを表す時に使う「ハ〜ヒフ〜ヘホ〜!」やアンパンマンを皮肉る時に発する「出たな、お邪魔虫!」などの台詞は中尾のアドリブという噂があったが、これは実際に台本に書かれた台詞で、本人が著書で否定している。
ばいきんまんの絵を初めて見たとき、『トッポ・ジージョ』のトッポ・ジージョや『にこにこぷん』のぽろり・カジリアッチIII世などのねずみのキャラクターを演じていたため、「また、ねずみかと思った」と感想を述べている。
ばいきんまん役のオーディションは他のレギュラーキャラクターの倍の時間と回数をかけて行われたものの、該当者が一向に見つからず、遂には原作者のやなせたかしが自らがばいきんまん役を熱望するほどだったという。関連書籍では中尾の起用について「曰く付き」と称されるほどだった。
ばいきんまんの独特なだみ声は、元々は遊び半分から作り出した声であり、喉への負担が大きい。『アンパンマン』放送開始当初の中尾は『にこにこぷん』でぽろり、終了後の『ドレミファ・どーなっつ!』でれっしーも演じていた。このために「視聴者が重なる子供向け番組で、同じ声で一方が主役で一方が悪役だと、子どもに混乱や悪影響を与えるのでは」と考え、声質が重ならないようだみ声を作ったという話を語ったこともある。オーディションでは「普通の声で演じても面白くない」「他の作品と差別化しよう」と考え、さらに潰した声で臨んでいた。
中尾は「（『アンパンマン』の放送が）スタート直後は、まさかこんな長寿番組になるとは思わなかった」と回顧している。ところがばいきんまんの声は非常に好評となり、加えて番組が放送35年を超えるロングランとなったため、その発声の維持に苦戦することになった。初期は「これじゃ声出なくなるよな」と思う程声を潰して演じていたため、実際に『アンパンマン』の収録後は声が出なくなり、「（アンパンマンの収録と）同日に他の仕事は受けられなかった」「次の日には違うキャラクターの声をやらなければいけないので、とてもしんどかった」とのこと。特に、舞台公演期間とアフレコが重なった時の労力は半端ではないという。ばいきんまんの台詞が多い回では滝のように汗を流しながら演じることもあり、その姿を見ていた共演の山寺宏一は「あの姿見たらマジにならずにはいられないと触発される」と語っている。『アンパンマン』放送30周年を記念した戸田恵子（アンパンマン役）との対談では「ここまで続くのならもっと楽な声にしておくんだった（笑）」「（今は慣れたが、当時は）『何でこんな大変な声を作ってしまったんだろう』と毎回のように思っていた」と振り返っている。『アンパンマン』放送35周年のインタビューでは、「ばいきんまんの声が地声に近くなって、声を出すのはどんどん楽になっていきました」とも語っている。
ドキンちゃん役であった鶴ひろみが2017年に死去した時には「30年間の相方」と語り、2018年に行われた「鶴ひろみを送る会」では、中尾は鶴に「ドキンちゃん、バイバイキーン」とメッセージを送った。

### フリーザ役
『ドラゴンボール』にてタンバリン役で出演した後、続編『ドラゴンボールZ』ではフリーザを担当。これは中尾の経歴の中でも、はまり役として紹介されることの多いキャラクターの1つである。中尾はフリーザを見た時、「時代劇の公家」をイメージしたと語る。また、『ドラゴンボールZ』出演を長男に話した際は非常に喜ばれたが、フリーザ役については「ああ、悪い奴だね…」と言われた。後年の中尾のインタビューでは、タンバリン役については、「すぐ死んじゃうよ」と展開をばらされるなど長男の反応は悪かったが、「フリーザ役をやるよ」と言ったときは尊敬のまなざしに変わったと語っている。フリーザを嫌いなキャラクターとして挙げている孫悟空役の野沢雅子は「フリーザの悪役ぶりがいいだけに頭に来る」とコメントしている 一方、「大人になりきれない部分が残っていてカワイイところがある」と好意に評しており、2018年のインタビューでは「フリーザは妙な子供っぽさがあるから好き」とも語っている。
タンバリンとフリーザはクリリンを殺害しており、役柄上クリリンを「2回も殺した」ため、「他のキャラクターをやるならクリリンがやりたい」と答えたこともある。クリリン役の田中真弓は他の番組で中尾と共演する際にも「中尾が来ると殺される」と言って逃げ出すという。
劇場版ではフリーザの兄クウラも担当。中尾は「フリーザの延長線上にいるキャラクター」と解釈し、かなり自由にやらせてもらったという。
2009年より放送された再編集版『ドラゴンボール改』においてもフリーザとを再び担当し、フロストも担当する。リハーサルを見て自分が現れる以前に「面白い」と思ったと話している。
2017年8月13日に丸井渋谷で開催されたドラマティックカンパニー25周年記念イベントに、主にフリーザの物真似を持ち芸とするお笑い芸人山本正剛をゲストに招き、中尾自身が山本のネタである「ベッピンさん、ベッピンさん、1人飛ばして、ドドリアさん」を披露した。山本は光栄だとコメントしており、中尾は山本扮するフリーザを間近で見ると説得力があるとコメントしている。

## NOMORE 無断生成AI
2024年、山寺宏一、梶裕貴ら他の有名声優26名と共同で、本人に無断で学習・生成される生成AI音声や映像に反対する有志の会として『NOMORE 無断生成AI』を結成し、啓発動画を公開した。声明文では「やった覚えのない朗読や歌、そして声そのものが、ネット上に公開され、時に販売」される現状への強い懸念が表明され、「平和的な認識のすり合わせのための議論を有識者も交えて行い、文化的なルール作り」を行うことを提言した。

## 出演
太字はメインキャラクター。

### テレビアニメ
1964年
- 狼少年ケン

1965年
- 宇宙パトロールホッパ（ジュン）

1968年
- 大魔王シャザーン（チャック）
- わんぱく探偵団（マメたん）
- アニマル1（東一郎）

1969年
- アタックNo.1（男子生徒）

1970年
- 赤き血のイレブン（滝隼人〈2代目〉）

1971年
- ふしぎなメルモ（若者、近石昭吾）

1973年
- ゼロテスター（1973年 - 1974年、荒石ゴウ）

1974年
- エースをねらえ!
- 空手バカ一代〈高津〉

1975年
- わんぱく大昔クムクム（ローマン）

1976年
- 母をたずねて三千里（ミゲル）

1978年
- ルパン三世（第2作）
- 闘将ダイモス（ヒムレー）
- まんが日本絵巻（那須大八郎）

1979年
- アニメーション紀行 マルコ・ポーロの冒険（唐玉潜、オランウータン使い）

1980年
- あしたのジョー2（1980年 - 1981年、カーロス・リベラ）
- 怪物くん（テレビ朝日版）（コスモキラー）

1981年
- おはよう!スパンク（塚原誠也）
- 百獣王ゴライオン（1981年 - 1982年、銀貴、銀亮）
- 鉄腕アトム（第2作）（トム・スタントン、サム・スタントン）

1982年
- 科学救助隊テクノボイジャー（サミー・エドキンス・ジュニア）
- 太陽の子エステバン（トハカ）
- ダッシュ勝平（トニー）

1983年
- 亜空大作戦スラングル（シュガー）
- キャプテン（近藤茂一）
- 伊賀野カバ丸（1983年 - 1984年、伊賀野カバ丸）

1984年
- 魔法の妖精ペルシャ（西川おさむ
- キャッツ♥アイ

1985年
- 六三四の剣（松尾ジン）
- プロゴルファー猿（1985年 - 1986年闇兵衛、レッドホーク / トマホーク）
- タッチ（1985年 - 1998年、西村勇） - 1シリーズ + 特別編

1986年
- おねがい!サミアどん
- 青春アニメ全集（1986年 - 1987年、、川本安夫、健吉）
- あんみつ姫（ET）
- 宇宙船サジタリウス（ピンタ）

1987年
- 陽あたり良好!（モミアゲ）
- グリム名作劇場（おんどり）

1988年
- ドラゴンボール（タンバリン）
- 美味しんぼ（ジェフ）
- トッポ・ジージョ（トッポ・ジージョ） - 2シリーズ
- それいけ!アンパンマン（1988年 - 、ばいきんまん、だだんだん1号、かもめ、いじめっこのイルカ）
- のらくろクン（もったいないオバケ、妖怪キノコ）

1989年
- 聖闘士星矢（アイザック）
- 新ビックリマン（1989年 - 1990年、ゴル胡魔193）
- ビリ犬なんでも商会（ドン・ニャン）
- エスパー魔美（下田）
- 新グリム名作劇場（ハリネズミ）
- パラソルヘンべえ（メモスケ）
- ダッシュ!四駆郎（1989年 - 1990年、皇）
- 藤子・F・不二雄アニメスペシャル SFアドベンチャー T・Pぼん（ルイ）
- ジャングル大帝（新）（1989年 - 1990年、トット）
- シティーハンター3（風間）
- チンプイ（1989年 - 1991年、マジロー）

1990年
- 昆虫物語 みなしごハッチ（鎌太）
- 楽しいムーミン一家（1990年 - 1991年、スニフ）
- ドラゴンボールZ（1990年 - 1995年、フリーザ）
- 魔法少女レインボーブライト（ラーキー）
- それいけ!アンパンマン みなみの海をすくえ!（ばいきんまん）
- 八百八町表裏 化粧師（平太）
- ドラゴンボールZ たったひとりの最終決戦〜フリーザに挑んだZ戦士 孫悟空の父〜（フリーザ）
- 三つ目がとおる（クチナワ）

1991年
- おばけのホーリー（1991年 - 1992年、トレッパー）
- 楽しいムーミン一家 冒険日記（1991年 - 1992年、スニフ）

1992年
- お〜い!竜馬（岩崎弥太郎）
- サザエさん（ぽろり・カジリアッチIII世）※磯野家のテレビから「にこにこぷん」が流れていた時のみ登場
- ファンタジーアドベンチャー 長靴をはいた猫の冒険（ジャック）
- 妖精ディック（ディック）

1993年
- 超電動ロボ 鉄人28号FX（菊池博士）

1994年
- モンタナ・ジョーンズ（1994年 - 1995年、アルフレッド）
- 覇王大系リューナイト（隊長）

1995年
- 爆れつハンター（ベガス）

1996年
- ドラえもん（テレビ朝日版第1期）（エル・マタドーラ）

1997年
- ドラゴンボールGT（フリーザ）
- みすて♡ないでデイジー（イワン）
- VIRUS -VIRUS BUSTER SERGE-（ミラン・トゥレイン）
- 夢のクレヨン王国（1997年 - 1998年、きつね宮司）

1998年
- AWOL -Absent Without Leave-（ビート・キュルテン）
- ヴァイスクロイツ（ファルファレロ）
- 遊☆戯☆王（爆弾魔）
- デビルマンレディー（1998年 - 1999年、ジェイソン・ベイツ）
- カウボーイビバップ（ロコ）

1999年
- 金田一少年の事件簿（1999年 - 2007年、猪熊英夫、中神黎明、比良川透） - 1シリーズ + 特別編
- モンスターファーム（1999年 - 2000年、ロードランナー隊長、ゴースト） - 2シリーズ
- アレクサンダー戦記（ディノグラテス）

2000年
- マシュランボー（ギャザ）
- 週刊ストーリーランド（男）
- 幻想魔伝 最遊記（ポチ）
- ベイビーフィリックス（マーティー）
- 学校の怪談（2000年 - 2001年、天の邪鬼）

2001年
- ONE PIECE（2001年 - 2022年、エリック、父親、シーザー・クラウン）

2002年
- 王ドロボウJING（キール）
- ロックマンエグゼ（2002年 - 2006年、スネークマン、ゾアノスネークマン） - 2シリーズ
- ペコラ（サル山さん）

2003年
- デジモンフロンティア（ルーチェモン・フォールダウンモード / ルーチェモン・サタンモード）
- 探偵学園Q（中島芳男）
- ミッドナイトホラースクール（ヤムヤム）
- 京極夏彦 巷説百物語（又市）

2004年
- 冒険王ビィト（2004年 - 2005年、シャギー） - 2シリーズ

2005年
- かいけつゾロリ（悪魔）
- BUZZER BEATER（2005年 - 2007年、ハン） - 2シリーズ
- ガラスの仮面（姫川貢）
- 雪の女王（ネズミ）
- 銀牙伝説WEED（スミス）
- BLEACH（2005年 - 2011年、涅マユリ）

2006年
- エンジェル・ハート（朱雀の男）
- スパイダーライダーズ 〜オラクルの勇者たち〜（神官長）
- 銀魂（陀絡）
- 出ましたっ!パワパフガールズZ（2006年 - 2007年、カレ）

2007年
- 少年陰陽師（智鋪の宮司）
- 機神大戦ギガンティック・フォーミュラ（イーサー・アリー・ハッダード）
- 名探偵コナン（高岡明）
- モノノ怪「海坊主」（源慧）
- 怪物王女（シガラ）
- もっけ（イズナ）
- しおんの王（2007年 - 2008年、神園修）
- BLUE DRAGON（遺跡の男）
- D.Gray-man（エシ）

2008年
- ロザリオとバンパイア（委員長）
- ゲゲゲの鬼太郎（第5作）（おんもらき）
- スケアクロウマン（クラッシャー）

2009年
- ゴルゴ13（アッシュ）
- ドラゴンボール改（2009年 - 2015年、フリーザ） - 2シリーズ
- 蒼天航路（ナレーション）
- 青い文学シリーズ「走れメロス」（ディオニス）

2010年
- 神のみぞ知るセカイ（2010年 - 2013年、児玉先生） - 3シリーズ
- NARUTO -ナルト- 疾風伝（忍者ボス 猫又）

2011年
- スイートプリキュア♪（2011年 - 2012年、ノイズ〈ピーちゃん〉）

2012年
- Persona4 the ANIMATION（アメノサギリ）
- NARUTO -ナルト- SD ロック・リーの青春フルパワー忍伝（ソック・リー）
- ドラえもん（テレビ朝日版第2期）（マジメー）

2013年
- まおゆう魔王勇者（歴代魔王）
- プリティーリズム・レインボーライブ（2013年 - 2014年、法月皇）

2014年
- Wake Up, Girls!（須藤）
- ドラゴンボールZ 神と神 特別版（ナビゲーター）
- 幕末Rock（吉田松陰）
- スペース☆ダンディ（ミナト）
- 蟲師 続章（スグロ）
- 異能バトルは日常系のなかで（クイズ司会者）

2015年
- 境界のRINNE（花火屋さん）
- ONE PIECE エピソードオブサボ 〜3兄弟の絆 奇跡の再会と受け継がれる意志〜（シーザー・クラウン）
- ワンパンマン（ワクチンマン）
- ドラゴンボール超（2015年 - 2018年、フリーザ、フロスト）

2016年
- ナースウィッチ小麦ちゃんR（フィルムカメラ怪人）
- ReLIFE（上司①）
- CHEATING CRAFT（老試験官）
- ハイキュー!! シリーズ（2016年 - 2020年、鷲匠鍛治） - 3シリーズ

2017年
- ACCA13区監察課（ファルケ2世）
- 笑ゥせぇるすまんNEW（老手一人）
- THE REFLECTION（ジム）
- スナックワールド（2017年 - 2018年、デアファルコン）
- アニメガタリズ（萩窪誠〈学園長〉）

2018年
- ポプテピピック（2018年 - 2021年、ポプ子〈第3話Bパート / 再放送・リミックス版第1話Bパート〉）
- あはれ!名作くん（竜宮小の校長）
- 3月のライオン（がんちゃん）
- ミイラの飼い方（アーやん）
- 牙狼〈GARO〉-VANISHING LINE-（キング）
- 魔法少女サイト（サイト管理人 漆）
- ガイコツ書店員 本田さん（魔術師）

2019年
- カードファイト!! ヴァンガード（遊星骸神 ブラントリンガー）
- MIX（2019年 - 2023年、西村勇） - 2シリーズ
- ゲゲゲの鬼太郎（第6作）（エリート）
- テレビ野郎 ナナーナ わくわく洞窟ランド（デーモン）
- ナカノヒトゲノム【実況中】（カラカラ遺跡の番人）
- ブンボーグ009（ブンボーグ007）

2020年
- 織田シナモン信長（松永ホイップ久秀） - 「中尾隆聖犬」名義
- 22/7（壁ちゃん）
- Lapis Re:LiGHTs（ボードゲーム）
- 100万の命の上に俺は立っている（ゲームマスター）

2021年
- 吸血鬼すぐ死ぬ（2021年 - 2023年、ボサツ） - 2シリーズ

2022年
- 邪神ちゃんドロップキックX（地蔵）
- クレヨンしんちゃん（プリンちゃん）
- 彼女、お借りします（2022年 - 2023年、一ノ瀬勝人） - 2シリーズ
- デジモンゴーストゲーム（アイズモン）
- ドラゴンクエスト ダイの大冒険 (2020)（ヴェルザー）
- BLEACH 千年血戦篇（2022年 - 2024年、涅マユリ） - 3シリーズ

2023年
- TRIGUN STAMPEDE（ウィリアム・コンラッド）
- 最強陰陽師の異世界転生記（覚）
- 鴨乃橋ロンの禁断推理（変装学教官）

2024年
- 鬼滅の刃 柱稽古編（鎹鴉）
- 烏は主を選ばない（老猿）

2025年
- FARMAGIA（グラーザ）
- ガチアクタ（アリス）

### 劇場アニメ
1984年
- プロ野球を10倍楽しく見る方法 PART2（タシロ）

1985年
- ドラえもん のび太の宇宙小戦争（部下）

1986年
- タッチ2 さよならの贈り物（西村勇）
- プロゴルファー猿 スーパーGOLFワールドへの挑戦!!（闇兵衛）

1987年
- 聖闘士星矢（クライスト）
- 宝島（グレー）
- バリバリ伝説（ヒデヨシ / 聖秀吉）

1989年
- それいけ!アンパンマン キラキラ星の涙（ばいきんまん）
- ファイブスター物語（デコース・ワイズメル）

1990年
- 海だ!船出だ!にこにこぷん（ぽろり・カジリアッチ3世）
- それいけ!アンパンマン ばいきんまんの逆襲（ばいきんまん）

1991年
- けろけろけろっぴの三銃士（バッキンガム公爵〈ハンギョドン〉）
- それいけ!アンパンマン とべ! とべ! ちびごん（ばいきんまん）
- それいけ!アンパンマン ドキンちゃんのドキドキカレンダー（ばいきんまん）
- ドラゴンボールZ とびっきりの最強対最強（クウラ、フリーザ）

1992年
- キャンディ・キャンディ（ニール）
- それいけ!アンパンマン つみき城のひみつ（ばいきんまん）
- それいけ!アンパンマン アンパンマンとゆかいな仲間たち（ばいきんまん）
- 楽しいムーミン一家 ムーミン谷の彗星（スニフ）
- ちびねこトムの大冒険（ボブ）※未公開作品
- ドラゴンボールZ 激突!!100億パワーの戦士たち（メタルクウラ）

1993年
- それいけ!アンパンマン 恐竜ノッシーの大冒険（ばいきんまん）
- ろくでなしBLUES 1993（渡辺直人）

1994年
- それいけ!アンパンマン リリカル☆マジカルまほうの学校（ばいきんまん）
- それいけ!アンパンマン みんな集まれ! アンパンマンワールド（ばいきんまん）

1995年
- それいけ!アンパンマン ゆうれい船をやっつけろ!!（ばいきんまん）
- それいけ!アンパンマン アンパンマンとハッピーおたんじょう日（ばいきんまん）
- ドラゴンボールZ 復活のフュージョン!!悟空とベジータ（フリーザ）

1996年
- それいけ!アンパンマン 空とぶ絵本とガラスの靴（ばいきんまん）
- それいけ!アンパンマン ばいきんまんと3ばいパンチ（ばいきんまん）

1997年
- ザ☆ドラえもんズ 怪盗ドラパン謎の挑戦状!（エル・マタドーラ）
- 地獄先生ぬ〜べ〜 午前0時ぬ〜ベ〜死す!（ピエロ）
- それいけ!アンパンマン 虹のピラミッド（ばいきんまん）
- それいけ!アンパンマン ぼくらはヒーロー（ばいきんまん）

1998年
- ザ☆ドラえもんズ ムシムシぴょんぴょん大作戦!（エル・マタドーラ）
- それいけ!アンパンマン てのひらを太陽に（ばいきんまん）
- それいけ!アンパンマン アンパンマンとおかしな仲間（ばいきんまん）
- 名探偵コナン 14番目の標的（沢木公平）

1999年
- ザ☆ドラえもんズ おかしなお菓子なオカシナナ?（エル・マタドーラ）
- それいけ!アンパンマン 勇気の花がひらくとき（ばいきんまん）
- それいけ!アンパンマン アンパンマンとたのしい仲間たち（ばいきんまん）

2000年
- ザ☆ドラえもんズ ドキドキ機関車大爆走!（エル・マタドーラ）
- それいけ!アンパンマン 人魚姫のなみだ（ばいきんまん）
- それいけ!アンパンマン やきそばパンマンとブラックサボテンマン（ばいきんまん）

2001年
- それいけ!アンパンマン ゴミラの星（ばいきんまん）
- それいけ!アンパンマン 怪傑ナガネギマンとやきそばパンマン（ばいきんまん）
- ドラミ&ドラえもんズ 宇宙ランド危機イッパツ!（エル・マタドーラ）

2002年
- それいけ!アンパンマン ロールとローラ うきぐも城のひみつ（ばいきんまん）
- それいけ!アンパンマン 鉄火のマキちゃんと金のかまめしどん（ばいきんまん）

2003年
- それいけ!アンパンマン ルビーの願い（ばいきんまん）
- それいけ!アンパンマン 怪傑ナガネギマンとドレミ姫（ばいきんまん）

2004年
- 新暗行御史（ビョン）
- それいけ!アンパンマン 夢猫の国のニャニイ（ばいきんまん）
- それいけ!アンパンマン つきことしらたま〜ときめきダンシング〜（ばいきんまん）

2005年
- それいけ!アンパンマン ハピーの大冒険（ばいきんまん）
- それいけ!アンパンマン くろゆき姫とモテモテばいきんまん（ばいきんまん）

2006年
- 劇場版BLEACH MEMORIES OF NOBODY（涅マユリ）
- それいけ!アンパンマン いのちの星のドーリィ（ばいきんまん）
- それいけ!アンパンマン コキンちゃんとあおいなみだ（ばいきんまん）

2007年
- 劇場版BLEACH The DiamondDust Rebellion もう一つの氷輪丸（涅マユリ）
- それいけ!アンパンマン シャボン玉のプルン（ばいきんまん）
- それいけ!アンパンマン ホラーマンとホラ・ホラコ（ばいきんまん）

2008年
- 劇場版BLEACH Fade to Black 君の名を呼ぶ（涅マユリ）
- それいけ!アンパンマン 妖精リンリンのひみつ（ばいきんまん）
- それいけ!アンパンマン ヒヤヒヤヒヤリコとばぶ・ばぶばいきんまん（ばいきんまん）

2009年
- 劇場版 珍遊記 〜太郎とゆかいな仲間たち〜（ザーマス）
- それいけ!アンパンマン だだんだんとふたごの星（ばいきんまん）
- それいけ!アンパンマン ばいきんまんvsバイキンマン!?（ばいきんまん）
- ONE PIECE FILM STRONG WORLD（Dr.インディゴ）

2010年
- 宇宙ショーへようこそ（ネッポ）
- それいけ!アンパンマン ブラックノーズと魔法の歌（ばいきんまん）
- それいけ!アンパンマン はしれ!わくわくアンパンマングランプリ（ばいきんまん）

2011年
- それいけ!アンパンマン すくえ! ココリンと奇跡の星（ばいきんまん）
- それいけ!アンパンマン うたって てあそび! アンパンマンともりのたから（ばいきんまん）

2012年
- それいけ!アンパンマン よみがえれ バナナ島（ばいきんまん）
- それいけ!アンパンマン リズムでてあそび アンパンマンとふしぎなパラソル（ばいきんまん）
- やなせたかしシアター ハルのふえ（ミロ）

2013年
- それいけ!アンパンマン とばせ! 希望のハンカチ（ばいきんまん）
- それいけ!アンパンマン みんなでてあそび アンパンマンといたずらオバケ（ばいきんまん）

2014年
- それいけ!アンパンマン りんごぼうやとみんなの願い（ばいきんまん）
- それいけ!アンパンマン たのしくてあそび ママになったコキンちゃん!?（ばいきんまん）

2015年
- 映画 Go!プリンセスプリキュア Go!Go!!豪華3本立て!!! プリキュアとレフィのワンダーナイト!（ナイトパンプキン）
- それいけ!アンパンマン ミージャと魔法のランプ（ばいきんまん）
- それいけ!アンパンマン リズムでうたおう! アンパンマン夏まつり（ばいきんまん）
- ドラゴンボールZ 復活の「F」（フリーザ）

2016年
- それいけ!アンパンマン おもちゃの星のナンダとルンダ（ばいきんまん）

2017年
- それいけ!アンパンマン ブルブルの宝探し大冒険!（ばいきんまん）

2018年
- それいけ!アンパンマン かがやけ!クルンといのちの星（ばいきんまん）
- ドラゴンボール超 ブロリー（フリーザ）

2019年
- キャプテン・バル（プー）
- それいけ!アンパンマン きらめけ!アイスの国のバニラ姫（ばいきんまん）
- ぼくらの7日間戦争（柴山勝雄）

2021年
- それいけ!アンパンマン ふわふわフワリーと雲の国（ばいきんまん）
- 劇場版 ソードアート・オンライン -プログレッシブ- 星なき夜のアリア（ミト〈アバター〉）

2022年
- それいけ!アンパンマン ドロリンとバケ〜るカーニバル（ばいきんまん）

2023年
- それいけ!アンパンマン ロボリィとぽかぽかプレゼント（ばいきんまん）
- 映画ドラえもん のび太と空の理想郷（レイ博士）

2024年
- 劇場版ハイキュー!! ゴミ捨て場の決戦（鷲匠鍛冶）
- それいけ!アンパンマン ばいきんまんとえほんのルルン（ばいきんまん）

### OVA
1980年代
- 装甲騎兵ボトムズ ザ・ラストレッドショルダー（1985年、ムーザ・メリメ）
- バリバリ伝説（1986年、ヒデヨシ）
- Cryingフリーマン（1988年、黄徳源）
- 装甲騎兵ボトムズ レッドショルダードキュメント 野望のルーツ（1988年、ムーザ・メリメ）
- 日本のおばけ話「きもだめしのばん」（1988年、茂吉）
- 極黒の翼バルキサス（1989年、メッシュ）
- 銀河英雄伝説（1989年、マシュンゴ）
- それいけ!アンパンマン（1989年 - 2012年、ばいきんまん） - 28作品

1990年代
- A.D.POLICE（1990年、サエキ）
- ガッデム（1990年、ロヴ・ロウ）
- 戦国武将列伝 爆風童子ヒッサツマン（1990年、石田三成）
- はないちもんめ（1990年、やまねこ）
- ウィザードリィ（1991年、フラック）
- 紅いハヤテ（1992年、原田源次）
- カメレオン（1992年、久古明夫）
- 世界の光 親鸞聖人（1992年、平太郎）
- のぞみウィッチィズ（1992年、森野）
- ドラゴンボールZ外伝 サイヤ人絶滅計画（1993年、フリーザ）
- プラスチックリトル（1994年、ロジャー・ロジャース）
- マーズ（1994年、ミロ）
- アミテージ・ザ・サード（1995年、ルネ・ダンクロード、ウィルバー・ダンクロード）
- ゴルゴ13 "QUEEN BEE"（1998年、トーマス・ウォルサム）
- サイキックフォース（1998年、ブラド）
- バルトーク・ザ・マジシャン（1999年、バルトーク）
- るろうに剣心 -明治剣客浪漫譚- 追憶編（1999年、飯塚）

2000年代
- 天使禁猟区（2000年、アダム・カダモン〈セラフィタ〉）
- うさぎちゃんでCue!!（2001年、弁天の丁）
- エイリアン9（2001年、ボウグ）
- 王ドロボウJING in Seventh Heaven（2004年、キール）
- ゆめだまや奇談（2007年、コタロー）
- BLEACH カラブリ! 護廷十三屋台大作戦!（2008年、涅マユリ）
- やなせたかしメルヘン劇場 アリスのさくらんぼ（2008年、ヒロ）
- 珍遊記 〜太郎とゆかいな仲間たち〜（2009年、ザーマス）

2010年代
- DRAGON BALL 超サイヤ人絶滅計画（2010年、フリーザ、クウラ）
- ONE PIECE FILM STRONG WORLD EPISODE:0（2010年、Dr.インディゴ）
- 神のみぞ知るセカイ（2011年、児玉先生）
- 聖闘士星矢 THE LOST CANVAS 冥王神話（2011年、イケロス）
- ドラゴンボール エピソード オブ バーダック（2011年、フリーザ、チルド）
- 人類は衰退しました 「人間さんの、じゃくにくきょうしょく」（2012年、白イタチ）

### Webアニメ
- ニンジャスレイヤー フロムアニメイシヨン（2015年、マスター・トータス、マスター・クレイン）
- ポプテピピック×日本中央競馬会JRA「ポプテピ記念」（2018年、ポプ子〈後半〉[133]）
- スーパードラゴンボールヒーローズ プロモーションアニメ（2018年 - 2023年、クウラ、フリーザ、メタルクウラ、ゴールデンフリーザ：ゼノ、ゴールデンクウラ：ゼノ、ゴールデンフリーザ、ゴールデンメタルクウラ、チルド）
- バキ（2020年、アナウンサー[134]）
- スーパードラゴンボールヒーローズ プロモーションCGムービー（2023年、フリーザ〈オゾット〉）
- BEASTARS FINAL SEASON（2024年、コルヌ[135]）

### ゲーム
- それいけ!アンパンマンシリーズ（ばいきんまん）

1990年
- コズミック・ファンタジー 冒険少年ユウ（バロン、マイセン）

1992年
- コズミック・ファンタジー ストーリーズ（バロン、マイセン）
- コズミック・ファンタジー3 冒険少年レイ（ブラッキー）

1993年
- コズミック・ファンタジー ビジュアル集
- ドラゴンボールシリーズ（1993年 - 2022年、フリーザ / ゴールデンフリーザ、クリーザ、クウラ / メタルクウラ、タンバリン、フロスト） - 27作品

1994年
- 風の伝説ザナドゥ（ジード）
- コズミック・ファンタジー4 銀河少年伝説 -激闘編- 光の宇宙の中で…（ブラッキー）
- ドラゴンボールZ 真サイヤ人絶滅計画 -地球編-（フリーザ）

1996年
- サイキックフォース（ブラド・キルステン）

1997年
- サイキックフォースパズル大戦（ブラド・キルステン）

1998年
- 超鋼戦紀キカイオー（アレクシム）
- テイルコンチェルト（フール）
- パズルボブル4

1999年
- エースコンバット3（サイモン・オレステス・コーエン）
- デバイスレイン（ウツロ）
- ペルソナ2 罪（キング・レオ）

2000年
- あしたのジョー 闘打 〜タイピング泪橋〜（カーロス・リベラ）
- スパイロ×スパークス トンでもツアーズ（カメプリンス、ジュリオ、修行僧、電気技師）
- Dog of Bay（ポール）
- BOUNCER（コウ・レイフォー）
- ペルソナ2 罰（須藤竜也）
- 冒険時代活劇ゴエモン（朱雀 / クジャクラ）

2001年
- ハリー・ポッターと賢者の石（クィリナス・クィレル）

2002年
- 機動戦士ガンダム ギレンの野望 ジオン独立戦争記（トーマス・クルツ）
- ライジンピンポン（カイジ）

2003年
- あしたのジョー 〜まっ白に燃え尽きろ!〜（カーロス・リベラ）
- SUNRISE WORLD WAR 〜from サンライズ英雄譚〜（アマンダラ / 真・ポセイダル、ムーザ、ラコック）

2004年
- 機動戦士ガンダム 戦士達の軌跡（トーマス・クルツ）

2005年
- キングダム ハーツII（リン）
- 東京バス案内2（乗客）
- ドラゴンボールZ Sparking!（2005年 - 2024年、フリーザ、フロスト、クウラ） - 4作品
- 武蔵伝II ブレイドマスター（シラーズ）

2006年
- バトルスタジアム D.O.N（フリーザ）

2007年
- 大怪獣バトル ULTRA MONSTERS（暗殺宇宙人ナックル星人）

2008年
- 大怪獣バトルウルトラコロシアム（暗殺宇宙人ナックル星人）

2009年
- アイテムゲッター 〜僕らの科学と魔法の関係〜（アンヘル・ドラゴ・ドラゴ）

2010年
- ザックとオンブラ まぼろしの遊園地（デストロ）
- ドラゴンボール レイジングブラスト2（フリーザ、クウラ、メタルクウラ）

2011年
- アンチャーテッド 地図なき冒険の始まり（ジェイソン・ダンテ）
- エルシャダイ（サリエル）
- 第2次スーパーロボット大戦Z 破界篇 / 再世篇（2011年 - 2012年、ムーザ・メリメ） - 2作品
- ドラゴンボールヒーローズ（2011年 - 2025年、フリーザ、タンバリン、フロスト、クウラ） - 7作品
- ペルソナ2 罪 INNOCENT SIN（キング・レオ）
- ドラゴンボール改 アルティメット武闘伝（フリーザ）

2012年
- 王と魔王と7人の姫君たち 〜新・王様物語〜（ナイトメア）
- 幻想水滸伝 紡がれし百年の時（ゾシオム）
- DEMONS' SCORE（デイヴィッド）
- Never Dead（サングリア）
- ペルソナ2 罰 ETERNAL PUNISHMENT（須藤竜也）

2013年
- スーパーロボット大戦Operation Extend（ムーザ・メリメ）
- 聖闘士星矢 ブレイブ・ソルジャーズ（アイザック）
- ONE PIECE アンリミテッドワールド レッド（シーザー・クラウン）
- ONE PIECE ワンピートレジャーワールド（シーザー・クラウン）

2014年
- 俺の屍を越えてゆけ2（鬼頭）
- ケイオスリングスIII プリクエル・トリロジー（シャマラン）
- 3594e -三国志英歌-
- ジェイスターズ ビクトリーバーサス（フリーザ）
- 幕末Rock（吉田松陰）
- ONE PIECE 超グランドバトル! X（シーザー・クラウン）
- ONE PIECE ワンピースキングス（シーザー・クラウン）

2015年
- グランブルーファンタジー（2015年 - 2023年、ウーノ、ハンギョドン） - 3作品
- 聖闘士星矢 ソルジャーズ・ソウル（アイザック）
- 戦国修羅SOUL（今川義元）
- ドラゴンボールZ 超究極武闘伝（フリーザ、クウラ、チルド）
- ワンピース 海賊無双3（シーザー・クラウン）

2016年
- ドラゴンボールフュージョンズ（フリーザ、ゴールデンフリーザ、クウラ、フロスト、セルーザ）
- ドラゴンボール ゼノバース2（フリーザ、クウラ、フロスト）
- スターオーシャン:アナムネシス（コロ）
- ファンタシースターオンライン2エピソード4（ドラゴ・デットリオン、ベトール＝ゼラズニィ、ヤーキス）
- 龍が如く6 命の詩。（菅井克己）

2017年
- 夢王国と眠れる100人の王子様（たまご）
- ＃コンパス 戦闘摂理解析システム（コクリコット ブランシュ〈片思いの悪魔〉）
- スナックワールド トレジャラーズ（デアファルコン）

2018年
- 妖怪ウォッチ ぷにぷに（デアファルコン）
- ザンキゼロ（テラシマ ショウ）
- Marvel's SPIDER-MAN（マック・ガーガン / スコーピオン）
- アトリエオンライン 〜ブレセイルの錬金術士〜（レディースマントル）
- Shadowverse（異界を統べる者）

2019年
- JUMP FORCE（フリーザ）
- ドラゴンクエストXI 過ぎ去りし時を求めて S（フールフール、ぱふぱふ娘〈エドゥリス〉）
- 北斗の拳 LEGENDS ReVIVE（ユダ）

2020年
- ONE PUNCH MAN A HERO NOBODY KNOWS（ワクチンマン）
- 仁王2（今川義元）
- ドラゴンクエストライバルズ（邪教の使徒ゲマ）
- ONE PUNCH MAN 一撃マジファイト（ワクチンマン）
- 共闘ことばRPG コトダマン（ユダ）

2021年
- モナーク/Monark（妻夫木疾風）
- ウインドボーイズ！（教頭先生）

2022年
- #コンパス ライブアリーナ（コクリコット ブランシュ〈片思いの悪魔〉）
- ライブアライブ（シンデルマン、ジャギィイエッグ）
- ヴァルキリーエリュシオン（フェンリル）

2024年
- FARMAGIA（グラーザ）

2025年
- BLEACH Rebirth of Souls（涅マユリ）
- 魔法少女ノ魔女裁判（ゴクチョー）

### ドラマCD
- アルスラーン戦記（ギスカール）
- Weiß kreuz Dramatic Image Album
  - Weiß kreuz Dramatic Image Album III SCHWARZ I（ファルファレロ）
  - Weiß kreuz Dramatic Image Album IV SCHWARZ II（ファルファレロ）
- クーデルカ（ロジャー・ベーコン）
- 最強職《竜騎士》から初級職《運び屋》になったのに、なぜか勇者達から頼られてます ドラマCD 星降る都市の旅立ち前日（ドルト・カウフマン）
- 少年陰陽師（智鋪の宗主）
- ストリートファイターII 春麗飛翔伝説（春麗の父）
- 寵愛 Forever Yours（萩原遊太）
- 破妖の剣（闇主）
- ヒプノシスマイク（帳残閻）
  - The Champion（2019年）
  - Enter the Hypnosis Microphone（2019年）

### ラジオドラマ
※はWebラジオ番組。
- フクちゃん（1957年、キヨちゃん）
- キャッツ♥アイ（内海俊夫）
- ペアペアアニメージュ[20]
- 歌謡ドラマ
- NISSAN あ、安部礼司〜BEYOND THE AVERAGE（2021年、梅藤金太郎、鰤座冷太郎）
- 琵琶ロック（2022年※、琵琶ロック[157]）

### 吹き替え

#### 担当俳優
デビッド・エイゲンバーグ
- SEX AND THE CITY（スティーブ・ブレディ）
  - AND JUST LIKE THAT... / セックス・アンド・ザ・シティ新章

- プライベート・プラクティス4（フランク）

#### 映画
- アウトサイダー（ソーダポップ・カーティス〈ロブ・ロウ〉）※フジテレビ版
- 赤い殺意（スティーヴ・フレイン〈トニー・ゴールドウィン〉）
- 赤ちゃんに乾杯!（ジャック〈アンドレ・デュソリエ〉）※フジテレビ版
- アニマル・ハウス（ブーン〈ピーター・リーガート〉）※テレビ朝日版
- アメリカを震撼させた夜（ウォルター・ウィンゲート〈ジョン・リッター〉）
- 暗黒街の人気モノ/マシンガン・ジョニー（ジョン・ケリー / ジョニー・デンジャラスリー〈マイケル・キートン〉）
- イースターラビットのキャンディ工場（フィル）
- エディ&マーティンの逃走人生（クロード〈マーティン・ローレンス〉）
- お熱いのがお好き（ジェリー/ダフネ〈ジャック・レモン〉[159]）※追加収録部分
- 狼男アメリカン（ジャック・グッドマン〈グリフィン・ダン〉）
- おしゃべり魔法犬ファン（ファン）
- 9.11 アメリカ同時多発テロ 最後の真実（ラムジ・ユセフ）※テレビ朝日版
- グレムリン（ロイ・ハンソン先生〈グリン・ターマン〉）※フジテレビ版
- グレン・ミラー物語（チャミー・マグレガー〈ハリー・モーガン〉）※テレビ東京版
- コナン・ザ・グレート（サボタイ）※テレビ朝日版
- 再会の街/ブライトライツ・ビッグシティ（タッド・アラガッシュ〈キーファー・サザーランド〉）※ビデオ版
- さよならゲーム（エビー・カルヴィン・"ヌーク"・ラルーシュ〈ティム・ロビンス〉[160]）※ANA機内上映版
- 地獄のシンジケート/CIA・薔薇の戦慄（ソウル〈ピーター・ストラウス〉）※テレビ東京版
- ジム・ヘンソンの不思議の国の物語（サミアド）
- 十福星（ロー〈アンソニー・チェン〉）
- スパイアニマル・Gフォース（スペックルズ[161]）
- スパイクス・ギャング（レス・リヒター〈ロン・ハワード〉）
- センター・オブ・ジ・アース（アラン・キツェンズ教授〈セス・マイヤーズ〉）※テレビ朝日版
- ソフィーの選択（スティンゴ〈ピーター・マクニコル〉）※日本テレビ版
- ダーククリスタル（皇帝〈ジェリー・ネルソン〉）※フジテレビ版
- ダーティハリー2（フィル・スウィート〈ティム・マシスン〉）※フジテレビ版
- ダイナー（ブギー〈ミッキー・ローク〉）
- ダイナウォーズ 恐竜王国への大冒険（フィリー）
- タワーリング・インフェルノ（ロジャー・シモンズ〈リチャード・チェンバレン〉）※TBS版
- 超能力学園Z PART2 パンチラ・ウォーズ（ウェイン）
- デスクルーズ/欲望の嵐（ギル・フリーランド〈エリック・ロバーツ〉）
- デルタフォース3（サム）※ビデオ版
- ドクター・ドリトル（モルモットのロドニー）※日本テレビ版
- ナイト・オン・ザ・プラネット（ジーノ〈ロベルト・ベニーニ〉）
- バードケージ（アガドール〈ハンク・アザリア〉）※ソフト版
- バイオハザードIV アフターライフ（ベネット〈キム・コーツ〉）[162]）※テレビ朝日版（デラックスエディションBlu-ray収録）
- バック・トゥ・ザ・フューチャー（ゴールディ・ウィルソン）※テレビ朝日版
- バッドボーイズ2バッド（ハワード警部〈ジョー・パントリアーノ〉）※テレビ朝日版
- ハムナプトラ/失われた砂漠の都（ジョナサン・カナハン〈ジョン・ハナー〉）※日本テレビ版
- 張り込みプラス（トニー・カステラーノ〈ミゲル・フェラー〉）※日本テレビ版
- ハワード・ザ・ダック/暗黒魔王の陰謀（ハワード）※TBS版
- ハンニバル（メイスン・ヴァージャー〈ゲイリー・オールドマン〉[163]）※ソフト版
- ビーン（デヴィッド・ラングレー〈ピーター・マクニコル〉）※日本テレビ版
- ピンク・パンサー5 クルーゾーは二度死ぬ（クリフトン・スレイ刑事〈テッド・ウォズ〉）
- フィラデルフィア・エクスペリメント（ジム・パーカー〈ボビー・ディ・シッコ〉）※フジテレビ版（BD収録）
- 不思議の国のアリス（チャールズ・ドジスン〈マイケル・ジェイストン〉）
- フラッシュダンス（リッチー[164]）
- フランキー・スターライト/世界で一番素敵な恋（フランキー）
- フリークス・シティ（エイリアン）
- プリズナーズ（フランクリン・バーチ〈テレンス・ハワード〉）※BSジャパン版
- ブルース・ブラザース（マット・マーフィ）※フジテレビ旧録版
- プレシディオの男たち（バイグレイブ）※フジテレビ版
- ブロンドの標的（トラヴィス・グラハム〈スティーブン・ボールドウィン〉）※テレビ東京版
- ベイブ（アヒルのフェルデナンド）※NHK版
- ベオウルフ/呪われし勇者（アンファース〈ジョン・マルコヴィッチ〉）
- ホット・ショット（ジム〈ジョン・クライヤー〉）※テレビ朝日版
- マペットシリーズ
  - マペットめざせブロードウェイ!（リゾ）※CBS/FOXビデオ版
  - マペットのクリスマス・キャロル（ロビン、ビーン・バニー、ネズミ 他）
  - カーミットのどろんこ大冒険（クローカー）
- ミッション:インポッシブルシリーズ（ソロモン・レーン〈ショーン・ハリス〉）
  - ミッション:インポッシブル/ローグ・ネイション[165]
  - ミッション:インポッシブル/フォールアウト[166]
  - ミッション:インポッシブル/ファイナル・レコニング[167]
- ミッション・トゥ・マーズ（ルーク・グラハム〈ドン・チードル〉）
- ミュータント・タートルズ（ラファエロ）※フジテレビ版
- メン・イン・ブラック2（グリーブル）※ソフト版
- ヤング・ゼネレーション（ムーチャー〈ジャッキー・アール・ヘイリー〉）
- レンタ・コップ（ダンサー〈ジェームズ・レマー〉）
- ロッキー&ブルウィンクル（ブルウィンクル）
- ロミオ+ジュリエット（ティボルト〈ジョン・レグイザモ〉）※フジテレビ版
- WASABI（モーリス / モモ）※テレビ東京版

#### ドラマ
- iCarly（ヘニング先生）
- アボンリーへの道（ガス・パイク）
- アメリカン・ヒーロー
- ER緊急救命室
  - シーズン3 #15（ダンカン・スチュワート〈ユアン・マクレガー〉）
  - シーズン14 #19（アート・マスターソン / アーニー・マーコウィッツ〈スティーヴ・ブシェミ〉）
- インディ・ジョーンズ/若き日の大冒険（バーテルミー）
- ウルトラマンG（ムジャリ）
- 俺がハマーだ! シーズン2 #15（ラスティ）
- 刑事スタスキー&ハッチ シーズン1 #19（ジョージョー・フォレンティック）
- ジム・ヘンソンのファンタジー・ワールド（ビーン・バニー）
- 新・刑事コロンボ だまされたコロンボ（ショーン・ブラントリー〈イアン・ブキャナン〉）
- 新スパイ大作戦（ニコラス・ブラック〈タアオ・ペングリス〉）
- 新80日間世界一周（ジャン・パスパルトゥ〈エリック・アイドル〉）※ビデオ版
- 青春の城 コビントン・クロス（サミュエル〈フィリップ・グレニスター〉）
- ターザンの大冒険（テンバ）※NHK-BS2版
- 地上最強の美女たち!チャーリーズ・エンジェル
  - シーズン1 #22（テッド・ミラー）
  - シーズン2 #21（レニー）
- 地上最強の美女バイオニック・ジェミー3 #19（トミー・リトルホース〈チャーリー・ヒル〉）
- ツイン・ピークス シーズン2（ディック・トレメイン〈イアン・ブキャナン〉）
- どこかでなにかがミステリー（キツネ火）
- 特捜刑事マイアミ・バイス（ヌーガード・ネヴィル・“ヌーギー”・ラモント〈チャーリー・バーネット〉）
- ナース・ジャッキー4（ロナ）
- ナイトライダー シーズン2 #5（ボビー・シェル〈マイケル・ボーウェン〉）
- バーン・ノーティス 元スパイの逆襲（ショーン・グレナン〈ギデオン・エメリー〉）
- ハッピーデイズ（リッチー〈ロン・ハワード〉）
- パパにはヒ・ミ・ツ シーズン2 #16（セラピスト〈ピーター・ボグダノヴィッチ〉）
- ヒッチコック劇場
- フェアリーテール・シアター「白雪姫と七人の小人」（王子〈レックス・スミス〉）
- フェニックスと魔法のじゅうたん（フェニックス）
- ふたりは最高!ダーマ&グレッグ シーズン1 #16（ケニー・ビンス〈レスリー・ジョーダン〉）
- ベガス（ビンザー）
- 名探偵ポワロ ※NHK版
  - 「砂に書かれた三角形」（ダグラス・ゴールド）
  - 「二重の罪」（ノータン・ケイン）
  - 「グランド・メトロポリタンの宝石盗難事件」（アンドリュー・ホール）
  - 「もの言えぬ証人」（チャールズ・アランデル）
- 名探偵モンク（ジャック・モンクJr.〈スティーヴ・ザーン〉）
- ヤングライダーズ（バック・クロス）
- ロンサム・ダブ（アラン・オブライエン）
- わが家はいっぱい

#### 海外人形劇
- セサミストリート（グローバー）※テレビスペシャル版
  - ビッグバード 中国への旅
  - 美術館へ行こう〜メトロポリタン美術館のセサミストリート〜
- ネビュラ75（ピストン教授）[168]
- フラグルロック（ブーバー・フラグル）※NHK版
- マペット放送局（ビリー・クリスタル）

#### アニメ
- T.M.N.T（テレビ東京版）（オムナス）
- アナスタシア（バルトーク）
- アニマニアックス（ヤッコ・ワーナー）
- エル・ドラド 黄金の都（ミゲール）
- ガーフィールド（ジョン・アーバックル）
- ガジェット警部
- ぎゃあ!!!リアル・モンスターズ（イッキス）
- キャッツ&カンパニー（ヒースクリフ）
- ザ・シンプソンズ（バーグストローム）
- ザ・カップヘッド・ショウ!
- ジャッキー・チェン・アドベンチャー（モンキー・キング）
- スター・ウォーズ/クローン・ウォーズ（ズィロ・ザ・ハット）
- スター・ウォーズ/クローン・ウォーズ（テレビシリーズ）（ズィロ・ザ・ハット）
- スペース・レンジャー バズ・ライトイヤー 帝王ザーグを倒せ!（ブレイン・ポット13号）
- スワン・プリンセス 各作品（ジャン・ボブ）
- セントラルパークの妖精 スタンリーのゆかいな冒険（スタンリー）
- ぞうのババール（ゼフィア）
- ダイナソー（ジーニー）
- タイニー・トゥーンズ（バスター・バニー）
- 大魔王シャザーン（チャック）
- ダックにおまかせ ダークウィング・ダック（ダークウィング・ダック / ドレイク・マラード）
- 地上最強のエキスパートチーム G.I.ジョー ザ・ムービー（コブラコマンダー）
- ディズニー 三人の騎士（ホセ・キャリオカ）
- トムとジェリー
  - トムとジェリーキッズ（アンラッキー）
  - トムとジェリー魔法の指輪（ドルーピー）
  - トムとジェリー テイルズ（ドルーピー、ドリーピー）
  - トムとジェリー シャーロック・ホームズ（ドルーピー）
  - トムとジェリー オズの魔法使（ドルーピー）
  - トムとジェリー ロビン・フッド（ドルーピー）
  - トムとジェリー ジャックと豆の木（ドルーピー）
  - トムとジェリー スパイ・クエスト（ドルーピー）
  - トムとジェリー すくえ!魔法の国オズ（ドルーピー）
  - トムとジェリー 夢のチョコレート工場（ドルーピー）
- ドルーピー（ドルーピー、ドリーピー）※DVD版
- ドンキーコング（クランキーコング）
- ハウス・オブ・マウス（ホセ・キャリオカ）
- バットマン（ピアス）
- 美女と野獣 ベルの素敵なプレゼント（ファイフ）
- フィリックス（フィリックス）
- 不思議の森の妖精たち（バティ・コーダ）
- ブランディ アンド Mr.ウィスカーズ（Mr.フリスキー）
- ペット（スノーボール[169]）
  - ペット2
- ポーラー・エクスプレス（スモーキー）
- ポリスアカデミー（スウィートチャック）
- ムーミンパパの思い出（スニフ、ロッドユール[170]）
- ムーラン（リン）
  - ムーラン2（リン）
- ジョニーテスト（ブレインフレイーザー）
- ライオン・キングのティモンとプンバァ（ウサギ）
- レゴ ニンジャゴー（サムカイ）
- リトル・マーメイド（ダ・シュリンプ）
- わんわん物語（トランプ）※1989年再公開版、ソフト版
  - わんわん物語II（トランプ）

### 人形劇
- こどもにんぎょう劇場
  - 「はなさかじいさん」（意地悪なおばあさん）
  - 「セロひきのゴーシュ」（カッコウ）
  - 「じいさん岩のたから」（弟）
- ハッチポッチステーション（エチケットじいさん）
- フックブックロー（野辺留文句治）
- プリンプリン物語（ケ〜チャップ、ガランカーダの鐘屋）
- おかあさんといっしょ
  - にこにこぷん（ぽろり・カジリアッチIII世）
  - ドレミファ・どーなっつ!（れおなるど・とびっしー〈れっしー〉）
  - ファンターネ!（アンモ・チョコモ）

### 特撮
1966年
- ウルトラQ（第13話「ガラダマ」守役 1966年3月27日） - 南谷智晴名義

1980年
- 電子戦隊デンジマン（吹雪豪）

2004年
- 特捜戦隊デカレンジャー（エージェント・アブレラの声）
- 特捜戦隊デカレンジャー THE MOVIE フルブラスト・アクション（エージェント・アブレラの声）

2005年
- 特捜戦隊デカレンジャーVSアバレンジャー（エージェント・アブレラの声）

2006年
- ウルトラマンメビウス&ウルトラ兄弟（暗殺宇宙人ナックル星人の声）

2007年
- 仮面ライダー電王（ジェリーイマジンの声）

2008年
- 仮面ライダーキバ（レディバグファンガイアの声）
- 大決戦!超ウルトラ8兄弟（暗殺宇宙人ナックル星人の声）

2010年
- 天装戦隊ゴセイジャー（ウチュセルゾーの声）

2011年
- 海賊戦隊ゴーカイジャー THE MOVIE 空飛ぶ幽霊船（エージェント・アブレラの声）

2015年
- 手裏剣戦隊ニンニンジャー（晦正影の声）
- 特捜戦隊デカレンジャー 10 YEARS AFTER（アブレラの声）

2021年
- 仮面ライダー ビヨンド・ジェネレーションズ（エジソン・クリスパーの声）

2023年
- ウルトラマンデッカー最終章 旅立ちの彼方へ…（プロフェッサー・ギベルスの声）

### テレビドラマ
- 月曜日の秘密 第8回「深夜の客」（1957年、日本テレビ）
- グリーン劇場「今日は留守です」（1960年、TBS）
- 新少年ジェット「第二部の二・黄金の十字架」（1961年、フジテレビ） - 大川眞吾
- かあちゃん（1962年、NHK）
- ぼくらのべんけいさん（1962年、NHK）
- 日立ファミリーステージ「孤独な青年の休暇」（1962年、TBS）
- 明るいなかま（1963年-1964年、NHK）
- こども劇場「悪十兵衛とその息子」（1963年5月26日、NHK）
- 次男坊（1963年、NHK）
- ジロリンタンのアルバイト（1963年、NHK）
- ふみ子の場合（1963年、NHK）
- こちらわんぱくテレビ局（1963年、NHK）
- ぼくの神様（1964年、NHK）
- 徳川家康（1964年 - 1965年、NET）
- ねえさん（1965年-1966年、TBS）
- 近鉄金曜劇場 愛とこころのシリーズ（TBS）
  - 「この子らにも明日が」（1965年）
  - 「さわやかに潮風ふけば」（1966年）
  - 「ある団地の物語」（1966年）
  - 「海のない町」（1966年）
- 真田幸村（1966年、TBS）
- 七人の刑事 第303話「現場終着駅」（1967年、TBS）
- テレビ憲法（1968年、NHK）
- 姿三四郎 第3話「四天王誕生」（1970年、日本テレビ） - 虎之助
- 泣かないで!かあちゃん（1970年、NET）
- 火曜日の女シリーズ「ある恋人たち」（1971年、日本テレビ）
- 太陽の恋人（1971年、NET）
- 刑事くん 第1シリーズ 第6話「高嶺の花と秋風」（1971年、TBS）
- 清水次郎長 第52話「さよなら清水港」（1972年、フジテレビ）
- 満員御礼（1972年、NHK） - 福田誠一郎
- どっこい大作（1973年 - 1974年、NET） - 藤原成平 役
- 特別機動捜査隊（NET）
  - 第670話「空飛ぶ円盤」（1974年） - 布施輝彦
  - 第688話「汚れた天使の死」（1975年） - 石川
- 太陽にほえろ!（NTV）
  - 第148話「友情」（1975年） - 猛
  - 第528話「真夜中のラガー」（1982年） - ジョージ[注 4]
- 遠山の金さん 第1シリーズ第73話「玉の輿を拒んだ女」（1977年、NET） - 勇吉
- 勇者ヨシヒコと魔王の城 第12話（2011年、テレビ東京） - 魔王ガリアスの声
- 星新一の不思議な不思議な短編ドラマ『ものぐさ太郎』（2022年6月14日、NHK BS4K・BSプレミアム）[176]
- 連続テレビ小説「あんぱん」 第36回 - （2025年5月19日 - 、NHK） - 御免与尋常小学校校長・古山時三 役[177][178]

### 舞台
- 81ドラマティックカンパニー作品多数
- 81PRODUCE Presents若手リーディング公演 声瞬-SEISHUN-[179]
  - ラジオドラマのためのエチュード ひめゆりの塔（演出）
- 恋の片道切符（鈴置洋孝プロデュース）
- 愛さずにはいられない（鈴置洋孝プロデュース）
- Live a Combination（戸田恵子との2人芝居）
- MASKED RIDER LIVE&SHOW 〜十年祭〜（地獄大使の声）
- 飛べ!京浜ドラキュラ（1982年 / シアターアプル、81プロデュース、勝田力也 役）
- 無限の住人（2016年2月11日 - 17日、全労済ホール / スペース・ゼロ、吐鉤群 役）
- 無限の住人 完結編（2018年5月13日 - 22日全労済ホール / スペース・ゼロ、吐鉤群 役）
- THE BAMBI SHOW〜3RD STAGE〜（2019年10月25日 - 11月3日、CBGKシブゲキ!!）
- 父との夏（2024年7月31日 - 8月6日、ザ・ポケット）[180]
- ゼロ時間へ（2024年10月3日 - 14日、三越劇場 他）[181]
- 半ぺら二枚肩ポンポコ世話噺 戌の巻（2024年11月13日 - 17日、俳優座劇場）[182]
- 東京物語（2025年2月5日 - 9日、三越劇場）[183][184]
- THE MOUSETRAP（2025年9月19日 - 28日〈予定〉、博品館劇場）[185]

### ナレーション
- 天才少年ドギー・ハウザー（日本語吹き替え版）
- キスマイ魔ジック
- キスマイGAME
- STU48 イ申テレビ
- 有吉のお笑い大統領選挙!!2015春
- ローラ出川愛知ぶらりクッキング
- きゃりーぱみゅぱみゅセンセーション!〜世界が興奮・ワールドツアー密着ドキュメント〜
- 怖いぞニッポン!
- 金曜プレミアム 映画「ペット」（2019年7月26日、前解説他）
- 郷土の偉人シリーズ「夏目漱石 ～吾輩が愛した肥後の国より～」（テレビ熊本、2025年1月19日）

### ラジオ
※はインターネット配信。
- 週刊FMアニメストリート（1986年 - 1989年、FM横浜）[20]

### テレビ番組
※はインターネット配信。

#### バラエティ
- 歌謡ドラマ
- 世界まる見え!テレビ特捜部（2008年7月7日、ばいきんまんの声）
- 天才てれびくん（1997年度、てつまろ）
- 天才てれびくんワイド（2001年度、モンゴ）
- トリビアの泉 〜素晴らしきムダ知識〜（2006年5月17日放送分の影のナレーター、『ドラゴンボール』のフリーザとして）
- のりもの探検隊（男の子の声）
- ふしぎ大調査
- ふしぎワールド（ミスターQ）
- 世界の衝撃ストーリー（声の出演）
- あの遊びをバージョンアップ! キスマイGAME
- 徳光&所のスポーツえらい人グランプリ（ばいきんまんの声）
- きんだーてれび（朗読）
- PON!（2014年7月8日、ばいきんまんの声）
- ヒルナンデス（2014年7月8日、ばいきんまんの声）
- ぐるぐるナインティナイン（2018年6月21日、ばいきんまんの声）
- 公開直前!「ドラゴンボール超 ブロリー」超研究（2018年12月13日）
- ZIP!（2019年6月25日、ばいきんまんの声）
- いた!ヤバイ生き物 キケン生物と大バトル（日本テレビ、2019年11月19日）
- 古代エジプト王朝 ファラオたちの健康診断（NHK BSプレミアム アヌビス神の声）
- 天才てれびくんhello（2023年度、ラスボス）

#### 教育番組
- おかあさんといっしょ
  - にこにこぷん（ぽろり・カジリアッチIII世）
    - ビデオ おかあさんといっしょ にこにこ・ぷんのこうつうあんぜん（ぽろり・カジリアッチIII世）
    - ビデオ にこにこ、ぷんの英語教室（ぽろり・カジリアッチIII世）
    - ビデオ にこにこ、ぷんのかずとあそぼう（ぽろり・カジリアッチIII世）
    - ビデオ にこにこ、ぷんのことばあそび（ぽろり・カジリアッチIII世）
    - 紅白歌合戦（1987、1999年、ぽろり・カジリアッチIII世）
    - 母と子のテレビタイム（1992年、ぽろり・カジリアッチIII世）
    - ひらけ!ポンキッキ（1992年、ぽろり・カジリアッチIII世）
    - クイズ百点満点（1993年、ぽろり・カジリアッチIII世）
    - あさごはんだいすき（ぽろり・カジリアッチIII世）
    - にこにこぷんがやってきた!（ぽろり・カジリアッチIII世）
    - あつまれ!キッズソング50〜スプー・ワンワン 宇宙の旅〜（2009年、ぽろり・カジリアッチIII世）

  - ドレミファ・どーなっつ!（れおなるど・とびっしー）※クアドラプル主演
  - ファンターネ!（アンモさん、カメ、他）
- ワンワンパッコロ!キャラともワールド（ぽろり・カジリアッチIII世、れおなるど・どびっしー）
- にほんごであそぼ（あいだのじいさん）

### CM
- 花王 クイックルワイパー（ナレーター）
- ソニック&テイルス2（ナレーター）
- ツクダオリジナル エアーウォーターガン 1993年版（ナレーター）
- アートネイチャー 誕生!【MRP MACH】（野沢雅子と共にナレーション）2013年1月
- 横浜・八景島シーパラダイス（ナレーション）2015年7 - 8月
- ベイブレードバースト ゴッドレイヤーシリーズ登場編
- エスビー食品 まるごと濃熟トマトのハッシュポーク（ナレーション）
- はま寿司「大とろ祭り」（ナレーション）（2017年6月15日 - 24日）[186]
- 上新電機（ラジオCMナレーション、2017年8月 - ）
- ヴイックス メディケイテッド ドロップ（エヘン虫役 2018年10月 - ）
- アサヒグループ食品エビオス錠 教えてトオル先生編、教えて腸子おねえさん編（パペット役 2019年 - ）
- マクドナルド ベーコンポテトパイセンズ（アツ志パイセン役 2020年3月31日 - ）※ラジオCMも含む[187]
- チューリッヒ自動車保険（YouTube内CM 2020年 - ）
- 岡山トヨペット（くまる役）
- クラシエ薬品 八味地黄丸A（ナレーション 2022年 - ）
- カーネクスト ラジオCM「どんな車でも」篇（ナレーション 2022年7月16日 - ）[188]

ばいきんまんの声で出演
- ムヒ こどもアイスーパー（目薬）、塗るかぜ薬、ムシペールミニ（虫よけスプレー）
- バンダイ ジャムおじさんのNewネンドパン工場
- ネピア おむつ Genki!
- シャープ 除菌イオン搭載エアコン
- JA共済 こども共済

フリーザの声で出演
- データカードダス ドラゴンボールZ2
- ドラゴンボールZ 超悟空伝 -覚醒編-
- ドラゴンボールZ バーストリミット
- ドラゴンボールヒーローズ TV第4弾CM
- ドラゴンボールZ 神と神 TVスポット
- TOHOシネマズ シネマイレージ告知映像（2014年）
- キリン メッツグレープ フリーザ篇
- ドラゴンボールZ 超究極武闘伝
- ダイドードリンコ うまみブレンド
- 株式会社ACN

### オーディオブック
- スクラップ・アンド・ビルド（2015年、祖父）
- 最強職《竜騎士》から初級職《運び屋》になったのに、なぜか勇者達から頼られてます 1〜2（2019年 - 2022年、ドルト・カウフマン）

### 玩具
- 手裏剣戦隊ニンニンジャー ガシャドクロ妖シュリケン（2015年12月）

### その他コンテンツ
- 金曜プレミアム 映画『ドラゴンボールZ 神と神』フリーザ特別版（ナビゲーター〈フリーザ〉）
- むぎばたけのうちゅうじん（フジテレビ『ひらけ!ポンキッキ』のコロムビアによるカバー曲）
- サンリオキャラクター「ハンギョドン」（ハンギョドン）
- 東京ディズニーランドのアトラクション『カントリーベア・シアター』（サニー、ウェブスター）※夏のみ、冬のみ
- モートピア（鈴鹿サーキット内のキッズバイク・ツーリングバイクのナレーション）
- アメイジング・アドベンチャー・オブ・スパイダーマン（エレクトロ）
- DJ HASEBE「OLD NICK BLUES feat. SHAKKAZOMBIE」（2002年7月10日）
- 東京REMIX族（J-WAVE）聞き役
- 目黒権之助（めぐろごんのすけ）役
- パチスロ『あしたのジョー2』（カーロス・リベラ）
- はま寿司 店内放送、タッチパネルの声（2017年11月 - 12月）
- ファミリーマート 帝京平成大学 店内放送（2019年2月 - 2020年1月）[189]
- 草野仁のスタジオGate J.（グリーンチャンネル）
- それいけ!アンパンマンミュージカルおもちゃの国とみんなのたからもの（ばいきんまん）

## 音楽
- たたかいのうた / あこがれ（「竹尾智晴」名義、テイチク、B-4）
- 旅びとひとり / 一茶とすずめ（「竹尾智晴」名義、テイチク、B-19）
- 土曜日なんてなければいい / 最後の手紙（「竹尾智晴」名義、テイチク、B-24）
  - 上記3枚のシングルAB面は全曲2015年発売の「いずみたくプレゼンツ・ブラックレコード大全」に収録されてCD化されている。
- 変身サイボーグ1号 / ヘンシン・マーチ（「竹尾智晴、テイチク児童合唱団」名義、テイチク、KT-412。同名玩具のテーマソング）
- 18番街の奇跡「Angel Calling〜天使の声が聴こえる」（岩男潤子とのデュエット）
- ちょっと深呼吸（「もくじぃ」名義）
- ブリコン 〜BLEACH CONCEPT COVERS〜（中尾隆聖 as 涅マユリ・釘宮理恵 as 涅ネム）
- かめのえんそく（新沢としひこ・中川ひろたか「うたがいっぱい」収録）
- NHKみんなのうた
  - GOGO!コケコッコー（1995年12月 - 1996年1月）
  - ペンギンパラダイス（1996年10月 - 11月）

## 著書
- 声優という生き方（イースト・プレス〈イースト新書Q〉、2019年5月10日） ISBN 978-4-7816-8058-3